# The Barbershop
Pour plus de détails, voir Fiche technique et Distribution.
The Barbershop est un film américain réalisé par William Kennedy Laurie Dickson, sorti en 1894.
Ce film est un des premiers tournés avec la première caméra de cinéma à défilement linéaire vertical, le Kinétographe, de format 35 mm de large, à deux paires de quatre perforations par photogramme, conçue par Dickson à partir des croquis d'Edison et du premier modèle qui faisait dérouler la pellicule de 19 mm de large, à six perforations en bas du cadre, au défilement horizontal.
Barber Shop est le premier film (industriel) de l'histoire du cinéma. C'était le numéro un des dix films du premier Kinetoscope Parlor.

## Argument
Un salon de barbier. Une pancarte : « La dernière merveille : rase et coupe les cheveux pour 1 nickel ».
Le barbier s'occupe d'un client. Deux autres attendent et rient en se passant une revue.

## Fiche technique
- Titre : The Barbershop
- Réalisation : William Kennedy Laurie Dickson
- Production : Edison Studios
- Photographie : William Heise
- Durée : 29 secondes
- Format : 35 mm à double jeu de 4 perforations rectangulaires Edison, noir et blanc, muet
- Pays :  États-Unis